# Ванцетти, Бартоломео
Бартоломе́о Ванце́тти (итал. Bartolomeo Vanzetti; 11 июня 1888 года, Виллафаллетто, провинция Кунео, Пьемонт, Королевство Италия — 23 августа 1927 года, Чарльзтаун, штат Массачусетс, США) — североамериканский рабочий-анархист итальянского происхождения. Вместе с Николой Сакко был осуждён на смертную казнь в результате судебного дела, получившего название «Дело Сакко и Ванцетти».

## Биография
Родился в крестьянской семье в Пьемонте и прибыл в США в возрасте 13 лет. Сначала он был мальчиком на побегушках в булочных, потом — чернорабочим в каменоломнях. В последнее время постоянной работы не имел и занимался продажей рыбы.
В 1917 году Сакко и Ванцетти познакомились во время стачки и вместе с несколькими другими анархистами переехали в Мексику, чтобы избежать призыва в армию на Первую мировую войну.

## Дело Сакко и Ванцетти
Ванцетти, вместе с Сакко, стал широко известен после того, как в 1920 году в США им было предъявлено обвинение в убийстве кассира и двух охранников обувной фабрики в г. Саут-Брейнтри. На судебных процессах, проходивших в городе Плимут, 14 июля 1921 года суд присяжных, проигнорировав слабую доказательную базу обвинения и ряд свидетельских показаний, говоривших в пользу обвиняемых, вынес вердикт о виновности Сакко и Ванцетти и приговорил их к смертной казни. Все ходатайства были отклонены судебными органами штата Массачусетс. 23 августа 1927 года Сакко и Ванцетти были казнены на электрическом стуле. Процесс и последовавшие за ним попытки добиться пересмотра дела вызвали широкий резонанс в мире. Многие люди были уверены в невиновности казнённых, и этот процесс стал для них символом беззакония и политических репрессий.